# ائومایوس ۱۲۹۷۲
سیارک ۱۲۹۷۲ (به انگلیسی: 12972 Eumaios، نامگذاری:1973SF1) دوازده هزار و نهصد و هفتاد و دومین سیارک کشف شده‌است که در ۱۹ سپتامبر ۱۹۷۳ کشف شد.
قدر مطلق سیارک برابر ۱۱٫۴۰ است.